# Ровишка
Ровишка (хорв. Roviška) — населений пункт у Хорватії, в Сисацько-Мославинській жупанії у складі міста Глина.

## Населення
Населення за даними перепису 2011 року становило 46 осіб.
Динаміка чисельності населення поселення:

## Клімат
Середня річна температура становить 10,67 °C, середня максимальна – 25,37 °C, а середня мінімальна – -6,64 °C. Середня річна кількість опадів – 1022 мм.
| Клімат поселення                              | Клімат поселення | Клімат поселення | Клімат поселення | Клімат поселення | Клімат поселення | Клімат поселення | Клімат поселення | Клімат поселення | Клімат поселення | Клімат поселення | Клімат поселення | Клімат поселення | Клімат поселення |
| Показник                                      | Січ.             | Лют.             | Бер.             | Квіт.            | Трав.            | Черв.            | Лип.             | Серп.            | Вер.             | Жовт.            | Лист.            | Груд.            |                  |
| Середній максимум, °C                         | 6,70             | 8,94             | 13,46            | 17,65            | 22,20            | 25,37            | 24,72            | 24,00            | 20,47            | 15,47            | 9,59             | 5,52             |                  |
| Середня температура, °C                       | 0,03             | 2,27             | 6,78             | 10,98            | 15,52            | 18,72            | 20,38            | 19,65            | 16,14            | 11,12            | 5,26             | 1,19             |                  |
| Середній мінімум, °C                          | −6,64            | −4,4             | 0,12             | 4,29             | 8,86             | 12,05            | 16,06            | 15,32            | 11,81            | 6,79             | 0,92             | −3,15            |                  |
| Норма опадів, мм                              | 63               | 62               | 72               | 84               | 88               | 96               | 90               | 92               | 94               | 97               | 104              | 80               |                  |
| Середньомісячна швидкість вітру, м/с          | 1.66             | 1.80             | 2.20             | 2.10             | 1.92             | 1.77             | 1.70             | 1.60             | 1.57             | 1.63             | 1.70             | 1.72             |                  |
| Середньомісячна сонячна радіація, кДж/м²·день | 4294             | 7031             | 10661            | 15176            | 19364            | 21452            | 22601            | 19513            | 14452            | 9007             | 4770             | 3520             |                  |
| --------------------------------------------- | ---------------- | ---------------- | ---------------- | ---------------- | ---------------- | ---------------- | ---------------- | ---------------- | ---------------- | ---------------- | ---------------- | ---------------- | ---------------- |
| Джерело:                                      |                  |                  |                  |                  |                  |                  |                  |                  |                  |                  |                  |                  |                  |